# Атлетика на Летњим параолимпијским играма 2016 — 100 метара за жене
Трка на 100 метара за жене, била је једна од 29 дисциплина атлетског програма на Летњим параолимпијским играма 2016. у Рио де Жанеиру, Бразил. Такмичење је одржано од 8. до 17. септембра на Олимпијском стадиону Жоао Авеланж.

## Земље учеснице
Учествовало је 156 такмичарка из 47 земаља.
1. Азербејџан (1)
2. Алжир (1)
3. Ангола (1)
4. Аргентина (2)
5. Аустралија (6)
6. Белгија (3)
7. Бермуди (1)
8. Бразил (10)
9. Венецуела (2)
10. Грчка (1)
11. Зимбабве (1)
12. Ирска (1)
13. Италија (6)
14. Јапан (9)
15. Јужна Кореја (1)
16. Јужноафричка Република (2)
17. Канада (3)
18. Кина (11)
19. Колумбија (4)
20. Куба (3)
21. Мароко (1)
22. Маурицијус (1)
23. Мексико (1)
24. Мозамбик (1)
25. Намибија (2)
26. Немачка (12)
27. Нигерија (2)
28. Никарагва (1)
29. Нови Зеланд (1)
30. Обала Слоноваче (1)
31. Папуа Нова Гвинеја (1)
32. Пољска (3)
33. Португалија (2)
34. Сингапур (1)
35. САД (15)
36. Тринидад и Тобаго (1)
37. Тунис (3)
38. Турска (3)
39. Уједињено Краљевство (14)
40. Украјина (3)
41. Финска (2)
42. Француска (5)
43. Холандија (5)
44. Хонгконг (1)
45. Чешка (1)
46. Швајцарска (1)
47. Шпанија (3)

## Рекорди пре почетка такмичења
(стање 8. септембра 2016)

### Класа Т11
| Рекорди пре почетка Параолимпијских игара 2016.     | Рекорди пре почетка Параолимпијских игара 2016. | Рекорди пре почетка Параолимпијских игара 2016. | Рекорди пре почетка Параолимпијских игара 2016. | Рекорди пре почетка Параолимпијских игара 2016. | Рекорди пре почетка Параолимпијских игара 2016. |
| --------------------------------------------------- | ----------------------------------------------- | ----------------------------------------------- | ----------------------------------------------- | ----------------------------------------------- | ----------------------------------------------- |
| Светски рекорд                                      | 12,01                                           | Терезина Гуилермина                             | Бразил                                          | Лондон, Уједињено Краљевство                    | 5. септембар 2012.                              |
| Параолимпијски рекорд                               | 12,01                                           | Терезина Гуилермина                             | Бразил                                          | Лондон, Уједињено Краљевство                    | 5. септембар 2012.                              |
| Рекорди после завршених Параолимпијских игара 2016. |                                                 |                                                 |                                                 |                                                 |                                                 |
| Светски рекорд                                      | 11,91                                           | Либи Клег                                       | Велика Британија                                | Рио де Жанеиро, Бразил                          | 9. септембар 2016.                              |
| Параолимпијски рекорд                               | 11,91                                           | Либи Клег                                       | Велика Британија                                | Рио де Жанеиро, Бразил                          | 9. септембар 2016.                              |

### Класа Т12
| Рекорди пре почетка Параолимпијских игара 2016.     | Рекорди пре почетка Параолимпијских игара 2016. | Рекорди пре почетка Параолимпијских игара 2016. | Рекорди пре почетка Параолимпијских игара 2016. | Рекорди пре почетка Параолимпијских игара 2016. | Рекорди пре почетка Параолимпијских игара 2016. |
| --------------------------------------------------- | ----------------------------------------------- | ----------------------------------------------- | ----------------------------------------------- | ----------------------------------------------- | ----------------------------------------------- |
| Светски рекорд                                      | 11,48                                           | Омара Дуранд                                    | Куба                                            | Доха, Катар                                     | 28. октобар 2015.                               |
| Параолимпијски рекорд                               | 11,91                                           | Гуохуа Џоу                                      | Кина                                            | Лондон, Уједињено Краљевство                    | 1. септембар 2012.                              |
| Рекорди после завршених Параолимпијских игара 2016. |                                                 |                                                 |                                                 |                                                 |                                                 |
| Параолимпијски рекорд                               | 11,58                                           | Омара Дуранд                                    | Куба                                            | Рио де Жанеиро, Бразил                          | 8. септембар 2016.                              |
| Параолимпијски рекорд                               | 11,55                                           | Омара Дуранд                                    | Куба                                            | Рио де Жанеиро, Бразил                          | 9. септембар 2016.                              |
| Светски рекорд                                      | 11,40                                           | Омара Дуранд                                    | Куба                                            | Рио де Жанеиро, Бразил                          | 9. септембар 2016.                              |
| Параолимпијски рекорд                               | 11,40                                           | Омара Дуранд                                    | Куба                                            | Рио де Жанеиро, Бразил                          | 9. септембар 2016.                              |

### Класа Т13
| Рекорди пре почетка Параолимпијских игара 2016.     | Рекорди пре почетка Параолимпијских игара 2016. | Рекорди пре почетка Параолимпијских игара 2016. | Рекорди пре почетка Параолимпијских игара 2016. | Рекорди пре почетка Параолимпијских игара 2016. | Рекорди пре почетка Параолимпијских игара 2016. |
| --------------------------------------------------- | ----------------------------------------------- | ----------------------------------------------- | ----------------------------------------------- | ----------------------------------------------- | ----------------------------------------------- |
| Светски рекорд                                      | 11,89                                           | Илсе Хејс                                       | Јужна Африка                                    | Сао Пауло, Бразил                               | 23. април 2015.                                 |
| Параолимпијски рекорд                               | 12,00                                           | Омара Дуранд                                    | Куба                                            | Лондон, Уједињено Краљевство                    | 6. септембар 2012.                              |
| Рекорди после завршених Параолимпијских игара 2016. |                                                 |                                                 |                                                 |                                                 |                                                 |
| Светски рекорд                                      | 11,86                                           | Леилија Адзхаметова                             | Украјина                                        | Рио де Жанеиро, Бразил                          | 10. септембар 2016.                             |
| Параолимпијски рекорд                               | 11,86                                           | Леилија Адзхаметова                             | Украјина                                        | Рио де Жанеиро, Бразил                          | 10. септембар 2016.                             |
| Светски рекорд                                      | 11,79                                           | Леилија Адзхаметова                             | Украјина                                        | Рио де Жанеиро, Бразил                          | 11. септембар 2016.                             |
| Параолимпијски рекорд                               | 11,79                                           | Леилија Адзхаметова                             | Украјина                                        | Рио де Жанеиро, Бразил                          | 11. септембар 2016.                             |

### Класа Т34
| Рекорди пре почетка Параолимпијских игара 2016.     | Рекорди пре почетка Параолимпијских игара 2016. | Рекорди пре почетка Параолимпијских игара 2016. | Рекорди пре почетка Параолимпијских игара 2016. | Рекорди пре почетка Параолимпијских игара 2016. | Рекорди пре почетка Параолимпијских игара 2016. |
| --------------------------------------------------- | ----------------------------------------------- | ----------------------------------------------- | ----------------------------------------------- | ----------------------------------------------- | ----------------------------------------------- |
| Светски рекорд                                      | 17,31                                           | Хана Кокрофт                                    | Велика Британија                                | Нотвил, Швајцарска                              | 17. мај 2014.                                   |
| Параолимпијски рекорд                               | 18,06                                           | Хана Кокрофт                                    | Велика Британија                                | Лондон, Уједињено Краљевство                    | 31. август 2012.                                |
| Рекорди после завршених Параолимпијских игара 2016. |                                                 |                                                 |                                                 |                                                 |                                                 |
| Параолимпијски рекорд                               | 17,42                                           | Хана Кокрофт                                    | Велика Британија                                | Рио де Жанеиро, Бразил                          | 10. септембар 2016.                             |

### Класа Т35
| Рекорди пре почетка Параолимпијских игара 2016.     | Рекорди пре почетка Параолимпијских игара 2016. | Рекорди пре почетка Параолимпијских игара 2016. | Рекорди пре почетка Параолимпијских игара 2016. | Рекорди пре почетка Параолимпијских игара 2016. | Рекорди пре почетка Параолимпијских игара 2016. |
| --------------------------------------------------- | ----------------------------------------------- | ----------------------------------------------- | ----------------------------------------------- | ----------------------------------------------- | ----------------------------------------------- |
| Светски рекорд                                      | 13,57                                           | Исис Холт                                       | Аустралија                                      | Сиднеј, Аустралија                              | 2. април 2016.                                  |
| Параолимпијски рекорд                               | 20,33                                           | Aoife O Brien                                   | Ирска                                           | Барселона, Шпанија                              | 12. септембар 1992.                             |
| Рекорди после завршених Параолимпијских игара 2016. |                                                 |                                                 |                                                 |                                                 |                                                 |
| Параолимпијски рекорд                               | 13,66                                           | Сја Џоу                                         | Кина                                            | Рио де Жанеиро, Бразил                          | 14. септембар 2016.                             |

### Класа Т36
| Рекорди пре почетка Параолимпијских игара 2016. | Рекорди пре почетка Параолимпијских игара 2016. | Рекорди пре почетка Параолимпијских игара 2016. | Рекорди пре почетка Параолимпијских игара 2016. | Рекорди пре почетка Параолимпијских игара 2016. | Рекорди пре почетка Параолимпијских игара 2016. |
| ----------------------------------------------- | ----------------------------------------------- | ----------------------------------------------- | ----------------------------------------------- | ----------------------------------------------- | ----------------------------------------------- |
| Светски рекорд                                  | 13,82                                           | Фанг Ванг                                       | Кина                                            | Пекинг, Кина                                    | 16. септембар 2008.                             |
| Параолимпијски рекорд                           | 13,82                                           | Фанг Ванг                                       | Кина                                            | Пекинг, Кина                                    | 16. септембар 2008.                             |

### Класа Т37
| Рекорди пре почетка Параолимпијских игара 2016.     | Рекорди пре почетка Параолимпијских игара 2016. | Рекорди пре почетка Параолимпијских игара 2016. | Рекорди пре почетка Параолимпијских игара 2016. | Рекорди пре почетка Параолимпијских игара 2016. | Рекорди пре почетка Параолимпијских игара 2016. |
| --------------------------------------------------- | ----------------------------------------------- | ----------------------------------------------- | ----------------------------------------------- | ----------------------------------------------- | ----------------------------------------------- |
| Светски рекорд                                      | 13,39                                           | Georgina Hermitage                              | Велика Британија                                | Лафборо, Уједињено Краљевство                   | 16. октобар 2008.                               |
| Параолимпијски рекорд                               | 13,88                                           | Лиза Макинтош                                   | Аустралија                                      | Сиднеј, Аустралија                              | 25. октобар 2000.                               |
| Рекорди после завршених Параолимпијских игара 2016. |                                                 |                                                 |                                                 |                                                 |                                                 |
| Светски рекорд                                      | =13,39                                          | Georgina Hermitage                              | Велика Британија                                | Рио де Жанеиро, Бразил                          | 8. септембар 2016.                              |
| Параолимпијски рекорд                               | 13,39                                           | Georgina Hermitage                              | Велика Британија                                | Рио де Жанеиро, Бразил                          | 8. септембар 2016.                              |
| Светски рекорд                                      | 13,13                                           | Georgina Hermitage                              | Велика Британија                                | Рио де Жанеиро, Бразил                          | 9. септембар 2016.                              |
| Параолимпијски рекорд                               | 13,13                                           | Georgina Hermitage                              | Велика Британија                                | Рио де Жанеиро, Бразил                          | 9. септембар 2016.                              |

### Класа Т38
| Рекорди пре почетка Параолимпијских игара 2016.     | Рекорди пре почетка Параолимпијских игара 2016. | Рекорди пре почетка Параолимпијских игара 2016. | Рекорди пре почетка Параолимпијских игара 2016. | Рекорди пре почетка Параолимпијских игара 2016. | Рекорди пре почетка Параолимпијских игара 2016. |
| --------------------------------------------------- | ----------------------------------------------- | ----------------------------------------------- | ----------------------------------------------- | ----------------------------------------------- | ----------------------------------------------- |
| Светски рекорд                                      | '12,60                                          | Софи Хан                                        | Велика Британија                                | Доха, Катар                                     | 22. октобар 2015.                               |
| Параолимпијски рекорд                               | 13,43                                           | Ина Стрижак                                     | Украјина                                        | Пекинг, Кина                                    | 9. септембар 2008.                              |
| Рекорди после завршених Параолимпијских игара 2016. |                                                 |                                                 |                                                 |                                                 |                                                 |
| Параолимпијски рекорд                               | 12,62                                           | Софи Хан                                        | Велика Британија                                | Рио де Жанеиро, Бразил                          | 8. септембар 2016.                              |
| Параолимпијски рекорд                               | =12,62                                          | Софи Хан                                        | Велика Британија                                | Рио де Жанеиро, Бразил                          | 9. септембар 2016.                              |

### Класа Т42
| Рекорди пре почетка Параолимпијских игара 2016.     | Рекорди пре почетка Параолимпијских игара 2016. | Рекорди пре почетка Параолимпијских игара 2016. | Рекорди пре почетка Параолимпијских игара 2016. | Рекорди пре почетка Параолимпијских игара 2016. | Рекорди пре почетка Параолимпијских игара 2016. |
| --------------------------------------------------- | ----------------------------------------------- | ----------------------------------------------- | ----------------------------------------------- | ----------------------------------------------- | ----------------------------------------------- |
| Светски рекорд                                      | 14,61                                           | Мартина Кајрони                                 | Италија                                         | Доха, Катар                                     | 30. октобар 2015.                               |
| Параолимпијски рекорд                               | 15,87                                           | Мартина Кајрони                                 | Италија                                         | Лондон, Уједињено Краљевство                    | 6. септембар 2012.                              |
| Рекорди после завршених Параолимпијских игара 2016. |                                                 |                                                 |                                                 |                                                 |                                                 |
| Параолимпијски рекорд                               | 14,80                                           | Мартина Кајрони                                 | Италија                                         | Рио де Жанеиро, Бразил                          | 17. септембар 2016.                             |

### Класа Т43
| Рекорди пре почетка Параолимпијских игара 2016.     | Рекорди пре почетка Параолимпијских игара 2016. | Рекорди пре почетка Параолимпијских игара 2016. | Рекорди пре почетка Параолимпијских игара 2016. | Рекорди пре почетка Параолимпијских игара 2016. | Рекорди пре почетка Параолимпијских игара 2016. |
| --------------------------------------------------- | ----------------------------------------------- | ----------------------------------------------- | ----------------------------------------------- | ----------------------------------------------- | ----------------------------------------------- |
| Светски рекорд                                      | 12,79                                           | Марлоу ван Ријн                                 | Холандија                                       | Нотвил, Швајцарска                              | 28. мај 2016.                                   |
| Параолимпијски рекорд                               | 13,27                                           | Марлоу ван Ријн                                 | Холандија                                       | Лондон, Уједињено Краљевство                    | 1. септембар 2012.                              |
| Рекорди после завршених Параолимпијских игара 2016. |                                                 |                                                 |                                                 |                                                 |                                                 |
| Параолимпијски рекорд                               | 13,02                                           | Марлоу ван Ријн                                 | Холандија                                       | Рио де Жанеиро, Бразил                          | 17. септембар 2016.                             |

### Класа Т44
| Рекорди пре почетка Параолимпијских игара 2016.     | Рекорди пре почетка Параолимпијских игара 2016. | Рекорди пре почетка Параолимпијских игара 2016. | Рекорди пре почетка Параолимпијских игара 2016. | Рекорди пре почетка Параолимпијских игара 2016. | Рекорди пре почетка Параолимпијских игара 2016. |
| --------------------------------------------------- | ----------------------------------------------- | ----------------------------------------------- | ----------------------------------------------- | ----------------------------------------------- | ----------------------------------------------- |
| Светски рекорд                                      | 12,98                                           | Април Холмс                                     | Сједињене Државе                                | Атланта, САД                                    | 1. јул 2006.                                    |
| Параолимпијски рекорд                               | 13,13                                           | Април Холмс                                     | Сједињене Државе                                | Атина, Грчка                                    | 22. септембар 2004.                             |
| Рекорди после завршених Параолимпијских игара 2016. |                                                 |                                                 |                                                 |                                                 |                                                 |
| Светски рекорд                                      | 12,93                                           | Софи Камлиш                                     | Велика Британија                                | Рио де Жанеиро, Бразил                          | 17. септембар 2016.                             |
| Параолимпијски рекорд                               | 12,93                                           | Софи Камлиш                                     | Велика Британија                                | Рио де Жанеиро, Бразил                          | 17. септембар 2016.                             |

### Класе Т46 и Т47
| Рекорди пре почетка Параолимпијских игара 2016. | Рекорди пре почетка Параолимпијских игара 2016. | Рекорди пре почетка Параолимпијских игара 2016. | Рекорди пре почетка Параолимпијских игара 2016. | Рекорди пре почетка Параолимпијских игара 2016. | Рекорди пре почетка Параолимпијских игара 2016. |
| ----------------------------------------------- | ----------------------------------------------- | ----------------------------------------------- | ----------------------------------------------- | ----------------------------------------------- | ----------------------------------------------- |
| Светски рекорд                                  | 11,95                                           | Јунидис Кастиљо                                 | Куба                                            | Лондон, Уједињено Краљевство                    | 4. септембар 2012.                              |
| Параолимпијски рекорд                           | 11,95                                           | Јунидис Кастиљо                                 | Куба                                            | Лондон, Уједињено Краљевство                    | 4. септембар 2012.                              |

### Класа Т51
| Рекорди пре почетка Параолимпијских игара 2016. | Рекорди пре почетка Параолимпијских игара 2016. | Рекорди пре почетка Параолимпијских игара 2016. | Рекорди пре почетка Параолимпијских игара 2016. | Рекорди пре почетка Параолимпијских игара 2016. | Рекорди пре почетка Параолимпијских игара 2016. |
| ----------------------------------------------- | ----------------------------------------------- | ----------------------------------------------- | ----------------------------------------------- | ----------------------------------------------- | ----------------------------------------------- |
| Светски рекорд                                  | 24,69                                           | Кеси Мичел                                      | Сједињене Државе                                | Шарлот, САД                                     | 2. јул 2016.                                    |

### Класа Т52
| Рекорди пре почетка Параолимпијских игара 2016.     | Рекорди пре почетка Параолимпијских игара 2016. | Рекорди пре почетка Параолимпијских игара 2016. | Рекорди пре почетка Параолимпијских игара 2016. | Рекорди пре почетка Параолимпијских игара 2016. | Рекорди пре почетка Параолимпијских игара 2016. |
| --------------------------------------------------- | ----------------------------------------------- | ----------------------------------------------- | ----------------------------------------------- | ----------------------------------------------- | ----------------------------------------------- |
| Светски рекорд                                      | 18,67                                           | Мишел Стилвел                                   | Канада                                          | Виндзор, Канада                                 | 14. јул 2012.                                   |
| Параолимпијски рекорд                               | 19,69                                           | Марике Верворт                                  | Белгија                                         | Лондон, Уједињено Краљевство                    | 5. септембар 2012.                              |
| Рекорди после завршених Параолимпијских игара 2016. |                                                 |                                                 |                                                 |                                                 |                                                 |
| Параолимпијски рекорд                               | 19,42                                           | Мишел Стилвел                                   | Канада                                          | Рио де Жанеиро, Бразил                          | 17. септембар 2016.                             |

### Класа Т53
| Рекорди пре почетка Параолимпијских игара 2016.     | Рекорди пре почетка Параолимпијских игара 2016. | Рекорди пре почетка Параолимпијских игара 2016. | Рекорди пре почетка Параолимпијских игара 2016. | Рекорди пре почетка Параолимпијских игара 2016. | Рекорди пре почетка Параолимпијских игара 2016. |
| --------------------------------------------------- | ----------------------------------------------- | ----------------------------------------------- | ----------------------------------------------- | ----------------------------------------------- | ----------------------------------------------- |
| Светски рекорд                                      | 16,22                                           | Лиша Хуанг                                      | Кина                                            | Пекинг, Кина                                    | 12. септембар 2008.                             |
| Параолимпијски рекорд                               | 16,22                                           | Лиша Хуанг                                      | Кина                                            | Пекинг, Кина                                    | 12. септембар 2008.                             |
| Рекорди после завршених Параолимпијских игара 2016. |                                                 |                                                 |                                                 |                                                 |                                                 |
| Светски рекорд                                      | 16,19                                           | Лиша Хуанг                                      | Кина                                            | Рио де Жанеиро, Бразил                          | 8. септембар 2016.                              |
| Параолимпијски рекорд                               | 16,19                                           | Лиша Хуанг                                      | Кина                                            | Рио де Жанеиро, Бразил                          | 8. септембар 2016.                              |

### Класа Т54
| Рекорди пре почетка Параолимпијских игара 2016. | Рекорди пре почетка Параолимпијских игара 2016. | Рекорди пре почетка Параолимпијских игара 2016. | Рекорди пре почетка Параолимпијских игара 2016. | Рекорди пре почетка Параолимпијских игара 2016. | Рекорди пре почетка Параолимпијских игара 2016. |
| ----------------------------------------------- | ----------------------------------------------- | ----------------------------------------------- | ----------------------------------------------- | ----------------------------------------------- | ----------------------------------------------- |
| Светски рекорд                                  | 15,35                                           | Татјана Мекфаден                                | Сједињене Државе                                | Индијанаполис, САД                              | 5. јун 2016.                                    |
| Параолимпијски рекорд                           | 15,82                                           | Венђуен Љу                                      | Кина                                            | Лондон, Уједињено Краљевство                    | 8. септембар 2012.                              |

## Сатница
| Датум               | Време | Класа     | Ниво          |
| ------------------- | ----- | --------- | ------------- |
| 8. септембар 2016.  | 10:22 | Т11       | Квалификације |
| 8. септембар 2016.  | 10:57 | Т12       | Квалификације |
| 8. септембар 2016.  | 12:30 | Т53       | Квалификације |
| 8. септембар 2016.  | 17:30 | Т36       | Квалификације |
| 8. септембар 2016.  | 18:54 | Т53       | Финале        |
| 8. септембар 2016.  | 19:01 | Т54       | Квалификације |
| 8. септембар 2016.  | 19:51 | Т37       | Квалификације |
| 8. септембар 2016.  | 20:05 | Т38       | Квалификације |
| 9. септембар 2016.  | 10:43 | Т36       | Финале        |
| 9. септембар 2016.  | 11:42 | Т11       | Полуфинале    |
| 9. септембар 2016.  | 12:08 | Т12       | Полуфинале    |
| 9. септембар 2016.  | 17:36 | Т37       | Финале        |
| 9. септембар 2016.  | 17:42 | Т38       | Финале        |
| 9. септембар 2016.  | 18:52 | Т11       | Финале        |
| 9. септембар 2016.  | 18:58 | Т12       | Финале        |
| 9. септембар 2016.  | 19:14 | Т54       | Финале        |
| 10. септембар 2016. | 10:02 | Т13       | Квалификације |
| 10. септембар 2016. | 18:06 | Т34       | Финале        |
| 10. септембар 2016. | 19:06 | Т46 и Т47 | Квалификације |
| 11. септембар 2016. | 11:00 | Т13       | Финале        |
| 11. септембар 2016. | 18:56 | Т46 и Т47 | Финале        |
| 14. септембар 2016. | 10:54 | Т35       | Финале        |
| 17. септембар 2016. | 11:56 | Т42       | Квалификације |
| 17. септембар 2016. | 12:24 | Т43 и Т44 | Квалификације |
| 17. септембар 2016. | 19:52 | Т42       | Финале        |
| 17. септембар 2016. | 11:05 | Т51 и Т52 | Финале        |
| 17. септембар 2016. | 20:34 | Т43 и Т44 | Финале        |

Сва времена су по локалном времену (UTC+3)

## Освајачи медаља
|                                           |                                      |                                              |
| Класа Т11                                 |                                      |                                              |
| Либи Клег · Уједињено Краљевство          | Гуохуа Џоу · Кина                    | Цуејћинг Љу · Кина                           |
| Класа Т12                                 |                                      |                                              |
| Омара Дуранд · Куба                       | Јелена Чебану · Азербејџан           | Катрин Милер-Ротгарт · Немачка               |
| Класа Т13                                 |                                      |                                              |
| Лејла Адзхаметова · Украјина              | Илсе Хејс · Јужноафричка Република   | Ким Крозби · САД                             |
| Класа Т34                                 |                                      |                                              |
| Хана Кокрофт · Уједињено Краљевство       | Каре Аденеган · Уједињено Краљевство | Алекса Халко · САД                           |
| Класа Т35                                 |                                      |                                              |
| Сја Џоу · Кина                            | Исис Холт · Аустралија               | Марија Лајл · Уједињено Краљевство           |
| Класа Т36                                 |                                      |                                              |
| Јанина Андреа Мартинез · Аргентина        | Клаудија Николајцик · Немачка        | Марта Лилиана Хернандез Флоријан · Колумбија |
| Класа Т37                                 |                                      |                                              |
| Georgina Hermitage · Уједињено Краљевство | Манди Франсоа-Ели · Француска        | Јескарли Медина · Венецуела                  |
| Класа Т38                                 |                                      |                                              |
| Софи Хан · Уједињено Краљевство           | Вероника Хиполито · Бразил           | Кадина Кокс · Уједињено Краљевство           |
| Класа Т42                                 |                                      |                                              |
| Мартина Кајрони · Италија                 | Ванеса Лоу · Немачка                 | Моница Грациана Контрафато · Италија         |
| Класе Т43 и Т44                           |                                      |                                              |
| Марлоу ван Ријн · Холандија               | Ирмгард Бенсусан · Немачка           | Њошиа Каин · Тринидад и Тобаго               |
| Класе Т46 и Т47                           |                                      |                                              |
| Деја Јанг · САД                           | Алицја Фјодоров · Пољска             | Тересиња де Жесус Кореја Сантос · Бразил     |
| Класе Т51 и Т52                           |                                      |                                              |
| Мишел Стилвел · Канада                    | Кери Морган · САД                    | Марике Верворт · Белгија                     |
| Класа Т53                                 |                                      |                                              |
| Лиша Хуанг · Кина                         | Хунгџуан Џоу · Кина                  | Анђела Балард · Аустралија                   |
| Класа Т54                                 |                                      |                                              |
| Венђуен Љу · Кина                         | Татјана Мекфаден · САД               | Јингђе Ли · Кина                             |

## Резултати

### Финале

#### Класа Т11
Такмичење је одржано 9.9.2016. годину у 18:5,,
| Пласман | Атлетичарка         | Земља                | Класа | Резултат | Белешка  |
| ------- | ------------------- | -------------------- | ----- | -------- | -------- |
|         | Либи Клег           | Уједињено Краљевство | Т11   | 11,96    |          |
|         | Гуохуа Џоу          | Кина                 | Т11   | 11,98    | ЛР       |
|         | Цуејћинг Љу         | Кина                 | Т11   | 12,07    | ЛРС      |
| 4.      | Терезина Гуилермина | Бразил               | Т11   | Диск.    | чл. 7.10 |

#### Класе Т12
Такмичење је одржано 9.9.2016. годину у 18:58.,,
| Пласман | Атлетичарка             | Земља      | Класа | Резултат | Белешка    |
| ------- | ----------------------- | ---------- | ----- | -------- | ---------- |
|         | Омара Дуранд            | Куба       | Т12   | 11,40    | СР, ПР, ЛР |
|         | Јелена Чебану           | Азербејџан | Т12   | 11,71    | РР, ЛР     |
|         | Катрин Милер-Ротгарт    | Немачка    | Т12   | 11,99    | ЛР         |
| 4.      | Алиса де Оливеира Кореа | Бразил     | Т12   | 12,26    |            |

#### Класе Т13
Такмичење је одржано 11.9.2016. годину у 11:00.,,
| Пласман | Атлетичарка       | Земља                  | Класа | Резултат | Белешка    |
| ------- | ----------------- | ---------------------- | ----- | -------- | ---------- |
|         | Лејла Адзхаметова | Украјина               | Т13   | 11,79    | СР, ПР, ЛР |
|         | Илсе Хејс         | Јужноафричка Република | Т13   | 11,91    | ЛРС        |
|         | Ким Крозби        | САД                    | Т13   | 12,24    | ЛР         |
| 4.      | Олена Глебова     | Бразил                 | Т13   | 12,28    | ЛР         |
| 5.      | Нантенин Кета     | Француска              | Т13   | 12,36    |            |
| 6.      | Каролина Дуарте   | Португалија            | Т13   | 12,48    | ЛР         |
| 7.      | Сана Бенхама      | Мароко                 | Т13   | 12,49    |            |
| 8.      | Орла Комерфорд    | Ирска                  | Т13   | 12,87    |            |

#### Класе Т34
Такмичење је одржано 10.9.2016. годину у 18:06,,
| Пласман | Атлетичарка    | Земља                | Класа | ЛР    | ЛРС   | Резултат | Белешка |
| ------- | -------------- | -------------------- | ----- | ----- | ----- | -------- | ------- |
|         | Хана Кокрофт   | Уједињено Краљевство | Т34   | 17,31 | 17,40 | 17,42    | ПР      |
|         | Каре Аденеган  | Уједињено Краљевство | Т34   | 28,30 | 28,30 | 28,79    |         |
|         | Алекса Халко   | САД                  | Т34   | 18,55 | 18,63 | 18,81    |         |
| 4.      | Ејми Симонс    | Холандија            | Т34   | 18,64 | 19,33 | 18,82    | ЛРС     |
| 5.      | Розмари Литл   | Аустралија           | Т34   | 18,34 | 18,83 | 19,05    |         |
| 6.      | Карли Таит     | Уједињено Краљевство | Т34   | 19,17 | 19,17 | 19,73    |         |
| 7.      | Харука Котоура | Јапан                | Т34   | 19,78 | 20,49 | 20,23    | ЛРС     |
| 8.      | Џојс Лефевр    | Белгија              | Т34   | 20,23 | 20,23 | 21,02    |         |

#### Класе Т35
Такмичење је одржано 14.9.2016. годину у 10:54,,
| Пласман | Атлетичарка  | Земља                | Класа | ЛР    | ЛРС   | Резултат | Белешка    |
| ------- | ------------ | -------------------- | ----- | ----- | ----- | -------- | ---------- |
|         | Сја Џоу      | Кина                 | Т35   | 14,07 | 14,07 | 13,66    | ПР, РР, ЛР |
|         | Исис Холт    | Аустралија           | Т35   | 13,57 | 13,57 | 13,75    |            |
|         | Марија Лајл  | Уједињено Краљевство | Т35   | 13,90 | 14,09 | 14,41    |            |
| 4.      | Брајана Куп  | Аустралија           | Т35   | 15,11 | 15,47 | 15,56    |            |
| 5.      | Оксана Корсо | Италија              | Т35   | 14,91 | 14,91 | 15,67    |            |
| 6.      | Ута Стрекерт | Немачка              | Т35   | 17,11 | 17,11 | 17,66    |            |
|         | Ана Луксова  | Чешка                | Т35   | 16,53 | 16,53 | НС       |            |

#### Класа Т36
Такмичење је одржано 9.9.2016. годину у 10:43,,
| Пласман | Атлетичарка                      | Земља        | Класа | Резултат | Белешка |
| ------- | -------------------------------- | ------------ | ----- | -------- | ------- |
|         | Јанина Андреа Мартинез           | Аргентина    | Т36   | 14,46    | ЛРС     |
|         | Клаудија Николајцик              | Немачка      | Т36   | 14,64    | ЛР      |
|         | Марта Лилиана Хернандез Флоријан | Колумбија    | Т36   | 14,71    | ЛР      |
| 4.      | Jeon Min-Jae                     | Јужна Кореја | Т36   | 14,88    | ЛРС     |
| 5.      | Данијела Родригез Ангуло         | Колумбија    | Т36   | 15,23    | ЛР      |
| 6.      | Таскита Оливеира Круз            | Бразил       | Т36   | 15,28    |         |
| 7.      | Сандра Фонсека Солис             | Мексико      | Т36   | 16,14    | ЛРС     |
| 8.      | Квок Фан Јам                     | Хонгконг     | Т36   | 16,48    |         |

#### Класе Т37
Такмичење је одржано 9.9.2016. годину у 17:36.,,
| Пласман | Атлетичарка        | Земља                  | Класа | Резултат | Белешка    |
| ------- | ------------------ | ---------------------- | ----- | -------- | ---------- |
|         | Georgina Hermitage | Уједињено Краљевство   | Т37   | 13,13    | СР, ПР, ЛР |
|         | Манди Франсоа-Ели  | Француска              | Т37   | 13,45    | ЛРС        |
|         | Јескарли Медина    | Венецуела              | Т37   | 13,85    | РР, ЛР     |
| 4.      | Неда Бахи          | Тунис                  | Т37   | 13,88    | РР, ЛР     |
| 5.      | Јингли Ли          | Кина                   | Т37   | 14,05    | РР, ЛР     |
| 6.      | Марија Сеиферт     | Немачка                | Т37   | 14,13    |            |
| 7.      | Јохана Бенсон      | Мароко                 | Т37   | 14,16    | ЛР         |
| 8.      | Лизел Гоувс        | Јужноафричка Република | Т37   | 14,84    | ЛРС        |

#### Класа Т38
Такмичење је одржано 9.9.2016. годину у 17:42,,
| Пласман | Атлетичарка       | Земља                | Класа | Резултат | Белешка |
| ------- | ----------------- | -------------------- | ----- | -------- | ------- |
|         | Софи Хан          | Уједињено Краљевство | Т38   | 12,62    | =ПР     |
|         | Вероника Хиполито | Бразил               | Т38   | 12,88    |         |
|         | Кадина Кокс       | Уједињено Краљевство | Т38   | 13,01    |         |
| 4.      | Ђуенфеј Чен       | Кина                 | Т38   | 13,06    | ЛРС     |
| 5.      | Линди Аве         | Немачка              | Т38   | 13,20    | ЛР      |
| 6.      | Ела Азура Парди   | Аустралија           | Т38   | 13,22    | РР, ЛР  |
| 7.      | Оливија Брин      | Уједињено Краљевство | Т38   | 13,41    |         |
| 8.      | Женифер Сантос    | Бразил               | Т38   | 13,61    | ЛР      |

#### Класа Т42
Такмичење је одржано 17.9.2016. годину у 19:52,,
| Пласман | Атлетичарка                | Земља   | Класа | Резултат | Белешка |
| ------- | -------------------------- | ------- | ----- | -------- | ------- |
|         | Мартина Кајрони            | Италија | Т42   | 14,97    |         |
|         | Ванеса Лоу                 | Немачка | Т42   | 15,17    | ЛР      |
|         | Моника Грациана Контрафато | Италија | Т42   | 16,30    |         |
| 4.      | Ана Клаудија Силва         | Бразил  | Т42   | 16,43    |         |
| 5.      | Скоут Басет                | САД     | Т42   | 16,66    |         |
| 6.      | Јана Шмит                  | Немачка | Т42   | 16,84    |         |
| 7.      | Каеде Маегава              | Јапан   | Т42   | 17,39    |         |
| 8.      | Хитоми Ониши               | Јапан   | Т42   | 17,51    |         |

#### Класа Т43 и Т44
Такмичење је одржано 17.9.2016. годину у 20:34,,
| Пласман | Атлетичарка            | Земља                | Класа | Резултат | Белешка |
| ------- | ---------------------- | -------------------- | ----- | -------- | ------- |
|         | Марлоу ван Ријн        | Холандија            | Т43   | 13,02    | ПР      |
|         | Ирмгард Бенсусан       | Немачка              | Т44   | 13,04    |         |
|         | Њошиа Каин             | Тринидад и Тобаго    | Т44   | 13,10    | ЛР      |
| 4.      | Софи Камлиш            | Уједињено Краљевство | Т44   | 13,16    |         |
| 5.      | Лаура Шугар            | Уједињено Краљевство | Т44   | 13,37    | ЛР      |
| 6.      | Мари-Амели Ле Фур      | Француска            | Т44   | 13,40    |         |
| 7.      | Марлен ван Гансевинкел | Холандија            | Т44   | 13,64    |         |
| 7.      | Саки Такакува          | Јапан                | Т44   | 13,65    |         |

#### Класа Т46 и Т47
Такмичење је одржано 11.9.2016. годину у 18:56,,
| Пласман | Атлетичарка                         | Земља                | Класа | Резултат | Белешка |
| ------- | ----------------------------------- | -------------------- | ----- | -------- | ------- |
|         | Деја Јанг                           | САД                  | Т46   | 12,15    |         |
|         | Алицја Фјодоров                     | Пољска               | Т47   | 12,46    |         |
|         | Тересиња де Хесус Кореја дос Сантос | Бразил               | Т46   | 12,84    |         |
| 4.      | Ана Грималди                        | Нови Зеланд          | Т47   | 12,96    |         |
| 5.      | Поли Матон                          | Уједињено Краљевство | Т46   | 13,09    |         |
| 6.      | Шејла Финдер                        | Бразил               | Т47   | 13,27    |         |
| 7.      | Сае Цуји                            | Јапан                | Т47   | 13,30    |         |
| 8.      | Јунидис Кастиљо                     | Куба                 | Т46   | 1:06,16  |         |

#### Класа Т51 и Т52
Такмичење је одржано 17.9.2016. годину у 11:05,,
| Пласман | Атлетичарка             | Земља    | Класа | ЛР    | ЛРС   | Резултат | Белешка |
| ------- | ----------------------- | -------- | ----- | ----- | ----- | -------- | ------- |
|         | Мишел Стилвел           | Канада   | Т52   | 18,67 | 19,55 | 19,42    | ПР      |
|         | Кери Морган             | САД      | Т52   | 19,81 | 19,81 | 19,96    |         |
|         | Марике Верворт          | Белгија  | Т52   | 18,92 | 20,35 | 20,12    | ЛРС     |
| 4.      | Јука Кијама             | Јапан    | Т52   | 23,00 | 23,93 | 24,44    |         |
| 5.      | Норсилавати Бинте Са'ат | Сингапур | Т52   | 27,20 | 27,20 | 29,03    |         |
|         | Кеси Мичел              | САД      | Т51   | 20,86 | 24,69 | НС       |         |

#### Класа Т53
Финале је одржано 8.9.2016. годину у 18:54.,,
| Пласман | Атлетичарка       | Земља                | Класа | Резултат | Белешка |
| ------- | ----------------- | -------------------- | ----- | -------- | ------- |
|         | Лиша Хуанг        | Кина                 | Т53   | 16,28    |         |
|         | Хунгџуан Џоу      | Кина                 | Т53   | 16,51    | ЛР      |
|         | Анђела Балард     | Аустралија           | Т53   | 16,59    |         |
| 4.      | Хамиде Курт       | Турска               | Т53   | 17,01    |         |
| 5.      | Саманта Кингорн   | Уједињено Краљевство | Т53   | 17,13    |         |
| 6.      | Џесика Купер Луис | Бермуди              | Т53   | 17,25    |         |
| 7.      | Келси ЛеФевоур    | САД                  | Т53   | 17,31    |         |
| 8.      | Илана Дупонт      | Канада               | Т53   | 17,82    |         |

#### Класа Т54
Финале је одржано 9.9.2016. годину у 19:14.,,
| Пласман | Атлетичарка            | Земља     | Класа | Резултат | Белешка |
| ------- | ---------------------- | --------- | ----- | -------- | ------- |
|         | Венђуен Љу             | Кина      | Т54   | 16,00    | =ЛРС    |
|         | Татјана Мекфаден       | САД       | Т54   | 16,13    |         |
|         | Јингђе Ли              | Кина      | Т54   | 16,22    | ЛР      |
| 4.      | Хана Мекфаден          | САД       | Т54   | 16,34    | ЛР      |
| 5.      | Чери Мадсен            | САД       | Т54   | 16,40    |         |
| 6.      | Aманда Котаја          | Финска    | Т54   | 16,47    |         |
| 7.      | Хана Бабалола          | Нигерија  | Т54   | 16,85    | РР, ЛР  |
| 8.      | Маргриет ван ден Броек | Холандија | Т54   | 17,42    |         |